# Tito Celani
Tito Celani (Milano, 18 febbraio 1921 – Sanremo, 17 gennaio 1990) è stato un calciatore e allenatore di calcio italiano, di ruolo attaccante.

## Statistiche

### Presenze e reti nei club
| Stagione                        | Club            | Campionato | Campionato | Campionato |
| Stagione                        | Club            | Comp       | Pres       | Reti       |
| ------------------------------- | --------------- | ---------- | ---------- | ---------- |
| ????-1946                       | Ascoli          | Serie C    | ?          | ?          |
| 1946-1947                       | Inter           | Serie A    | 3          | 0          |
| Unione Sportiva Lecce 1948-1949 | Lecce           | Serie B    | 41         | 14         |
| Totale Ascoli                   | Totale Ascoli   |            | ?          | ?          |
| Totale Inter                    | Totale Inter    |            | 3          | 0          |
| Totale Lecce                    | Totale Lecce    |            | 41         | 14         |
| Totale carriera                 | Totale carriera |            | 20+        | 14+        |